# Dunakiliti
Dunakiliti là một thị trấn thuộc hạt Győr-Moson-Sopron, Hungary. Thị trấn này có diện tích 33,66 km², dân số năm 2010 là 1853 người, mật độ 55 người/km².